# Ali Saleh (piłkarz)
Ali Saleh Ali Saleh Amro (ur. 22 stycznia 2000 w Dubaju) – emiracki piłkarz, występujący na pozycji napastnik w emirackim klubie Al-Wasl Dubaj oraz w reprezentacji Zjednoczonych Emiratów Arabskich. Uczestnik Pucharu Azji 2023.

## Mecze w reprezentacji
Na podstawie:

### Puchar Azji 2023
| Mecze i gole w reprezentacji podczas Pucharu Azji 2023 | Mecze i gole w reprezentacji podczas Pucharu Azji 2023 | Mecze i gole w reprezentacji podczas Pucharu Azji 2023 | Mecze i gole w reprezentacji podczas Pucharu Azji 2023 | Mecze i gole w reprezentacji podczas Pucharu Azji 2023 | Mecze i gole w reprezentacji podczas Pucharu Azji 2023 | Mecze i gole w reprezentacji podczas Pucharu Azji 2023 | Mecze i gole w reprezentacji podczas Pucharu Azji 2023 |
| Lp.                                                    | Data                                                   | Miasto                                                 | Przeciwnik                                             | Wynik                                                  | Gole                                                   | Inne                                                   | Faza rozgrywek                                         |
| ------------------------------------------------------ | ------------------------------------------------------ | ------------------------------------------------------ | ------------------------------------------------------ | ------------------------------------------------------ | ------------------------------------------------------ | ------------------------------------------------------ | ------------------------------------------------------ |
| 1.                                                     | 18.01.2024                                             | Al-Wakra                                               | Palestyna                                              | 1:1 (1:0)                                              |                                                        | asysta                                                 | Faza grupowa                                           |
| 2.                                                     | 23.01.2024                                             | Ar-Rajjan                                              | Iran                                                   | 1:2 (0:1)                                              |                                                        |                                                        | Faza grupowa                                           |
| 3.                                                     | 28.01.2024                                             | Ar-Rajjan                                              | Tadżykistan                                            | 1:1 (k. 3:5)                                           |                                                        | asysta                                                 | 1/8 finału                                             |

## Sukcesy
Na podstawie:
Brak ważniejszych osiągnięć.